# Чемпионат Европы по волейболу среди женщин 1997
20-й чемпионат Европы по волейболу среди женщин прошёл с 27 сентября по 5 октября 1997 года в двух городах Чехии (Брно и Злине) с участием 12 национальных сборных команд. Чемпионский титул во второй раз в своей истории выиграла сборная России.

## Команды-участницы
Чехия — страна-организатор;
Нидерланды, Хорватия, Россия, Германия — по итогам чемпионата Европы 1995 года;
Болгария, Италия, Украина, Беларусь, Польша, Румыния, Латвия — по итогам квалификации.

## Система проведения чемпионата
12 финалистов чемпионата Европы на предварительном этапе были разбиты на две группы. По две лучшие команды из групп стали участниками плей-офф за 1—4-е места. Итоговые 5—8-е места также по системе плей-офф разыграли команды, занявшие в группах 3—4-е места.

## Города и игровые арены
Соревнования прошли в игровых залах двух городов Чехии — Брно и Злине.
- Брно.

В спортивном зале «Рондо» прошли матчи группы «B» предварительного этапа и плей-офф чемпионата. Построен в 1982 году. Вместимость трибун — 7700 зрителей.
- Злин.

В Злине прошли матчи группы «А» предварительного этапа чемпионата.

## Предварительный этап

### Группа А
Злин
| М | Команда    | 1   | 2   | 3   | 4   | 5   | 6   | И | В | П | С/П  | О  |
| - | ---------- | --- | --- | --- | --- | --- | --- | - | - | - | ---- | -- |
| 1 | Россия     |     | 3:0 | 3:1 | 3:0 | 3:0 | 3:1 | 5 | 5 | 0 | 15:2 | 10 |
| 2 | Болгария   | 0:3 |     | 3:0 | 3:0 | 3:0 | 2:3 | 5 | 3 | 2 | 11:6 | 8  |
| 3 | Польша     | 1:3 | 0:3 |     | 3:0 | 3:1 | 3:0 | 5 | 3 | 2 | 10:7 | 8  |
| 4 | Латвия     | 0:3 | 0:3 | 0:3 |     | 3:2 | 3:0 | 5 | 2 | 3 | 6:11 | 7  |
| 5 | Нидерланды | 0:3 | 0:3 | 1:3 | 2:3 |     | 3:0 | 5 | 1 | 4 | 6:12 | 6  |
| 6 | Беларусь   | 1:3 | 3:2 | 0:3 | 0:3 | 0:3 |     | 5 | 1 | 4 | 4:14 | 6  |

27 сентября: Болгария — Нидерланды 3:0 (15:5, 15:9, 15:10); Польша — Латвия 3:0 (15:7, 15:9, 15:10); Россия — Беларусь 3:1 (15:11, 15:3, 9:15, 15:4).
28 сентября: Болгария — Польша 3:0 (15:7, 15:8, 15:5); Латвия — Беларусь 3:0 (15:12, 16:14, 15:10); Россия — Нидерланды 3:0 (15:11, 15:5, 15:5).
29 сентября: Беларусь — Болгария 3:2 (15:13, 3:15, 15:13, 9:15, 15:9); Россия — Латвия 3:0 (15:2, 15:5, 15:8); Польша — Нидерланды 3:1 (15:10, 4:15, 15:13, 15:4).
1 октября: Россия — Болгария 3:0 (15:3, 15:10, 15:12); Польша — Беларусь 3:0 (15:5, 15:7, 15:12); Латвия — Нидерланды 3:2 (12:15, 13:15, 15:7, 15:10, 15:13).
2 октября: Россия — Польша 3:1 (15:6, 15:13, 3:15, 15:7); Нидерланды — Беларусь 3:0 (15:4, 15:12, 15:10); Болгария — Латвия 3:0 (15:2, 15:9, 15:6).

### Группа В
Брно
| М | Команда  | 1   | 2   | 3   | 4   | 5   | 6   | И | В | П | С/П  | О  |
| - | -------- | --- | --- | --- | --- | --- | --- | - | - | - | ---- | -- |
| 1 | Хорватия |     | 3:0 | 3:1 | 3:0 | 3:0 | 3:0 | 5 | 5 | 0 | 15:1 | 10 |
| 2 | Чехия    | 0:3 |     | 3:0 | 1:3 | 3:0 | 3:0 | 5 | 3 | 2 | 10:6 | 8  |
| 3 | Италия   | 1:3 | 0:3 |     | 3:0 | 3:1 | 3:0 | 5 | 3 | 2 | 10:7 | 8  |
| 4 | Украина  | 0:3 | 3:1 | 0:3 |     | 0:3 | 3:0 | 5 | 2 | 3 | 6:10 | 7  |
| 5 | Германия | 0:3 | 0:3 | 1:3 | 3:0 |     | 0:3 | 5 | 1 | 4 | 4:12 | 6  |
| 6 | Румыния  | 0:3 | 0:3 | 0:3 | 0:3 | 3:0 |     | 5 | 1 | 4 | 3:12 | 6  |

27 сентября: Италия — Украина 3:0 (15:12, 15:9, 15:11); Чехия — Румыния 3:0 (15:11, 15:7, 15:8); Хорватия — Германия 3:0 (15:7, 15:2, 15:9).
28 сентября: Украина — Румыния 3:0 (15:11, 15:10, 15:13); Хорватия — Чехия 3:0 (15:4, 15:9, 15:8); Италия — Германия 3:1 (15:10, 14:16, 16:14, 15:10).
29 сентября: Хорватия — Румыния 3:0 (15:7, 15:6, 15:13); Чехия — Италия 3:0 (15:9, 15:5, 15:7); Германия — Украина 3:0 (15:7, 15:9, 15:13).
1 октября: Италия — Румыния 3:0 (15:5, 15:10, 15:4); Чехия — Германия 3:0 (15:10, 15:12, 15:3); Хорватия — Украина 3:0 (15:7, 15:11, 15:6).
2 октября: Румыния — Германия 3:0 (17:15, 16:14, 15:7); Хорватия — Италия 3:1 (16:14, 14:16, 15:13, 15:7); Украина — Чехия 3:1 (11:15, 16:14, 15:11, 15:12).

## Плей-офф
Брно

### Полуфинал за 1—4 места
4 октября
Россия — Чехия 3:0 (15:4, 15:2, 15:1)
Хорватия — Болгария 3:1 (15:2, 10:15, 15:12, 15:12)

### Полуфинал за 5—8 места
4 октября
Польша — Украина 3:0 (15:8, 15:10, 15:13)
Италия — Латвия 3:0 (15:9, 15:4, 15:12)

### Матч за 7-е место
5 октября
Украина — Латвия 3:1 (13:15, 15:5, 15:9, 15:7)

### Матч за 5-е место
5 октября
Италия — Польша 3:0 (15:13, 15:9, 15:10)

### Матч за 3-е место
5 октября
Чехия — Болгария 3:0 (15:13, 15:10, 15:7)

### Финал
| 5 октября 1997 | \| Россия \| 3:0 sport-express.ru \| Хорватия \| \| Татьяна Грачёва Елизавета Тищенко (5) Наталья Морозова (5) Елена Година (11) Елена Батухтина (6) Евгения Артамонова (5) \| Голы \| Ирина Кириллова (3) Елена Чебукина (5) Мария Анзулович (1) Барбара Елич (6) Татьяна Сидоренко (1) Славица Кузманич(4) Снежана Миич \| | Брно СЗ «Рондо» 5800 зрителей |
| Счёт по партиям — 15:7, 15:12, 15:9. Время матча — 1 час 17 минут. Судьи: Жан Рек, Карин Захорчова.                     | | |
| Россия | 3:0 sport-express.ru | Хорватия |
| Татьяна Грачёва Елизавета Тищенко (5) Наталья Морозова (5) Елена Година (11) Елена Батухтина (6) Евгения Артамонова (5) | Голы | Ирина Кириллова (3) Елена Чебукина (5) Мария Анзулович (1) Барбара Елич (6) Татьяна Сидоренко (1) Славица Кузманич(4) Снежана Миич |

## Итоги

### Положение команд
| Россия      | 7. Украина       |
| Хорватия    | 8. Латвия        |
| Чехия       | 9—10. Нидерланды |
| 4. Болгария | 9—10. Германия   |
| 5. Италия   | 11—12. Румыния   |
| 6. Польша   | 11—12. Беларусь  |

### Призёры
Россия: Евгения Артамонова, Елена Батухтина, Татьяна Грачёва, Наталья Морозова, Татьяна Меньшова, Елизавета Тищенко, Елена Година, Елена Василевская, Анастасия Беликова, Наталья Сафронова, Ирина Тебенихина, Ольга Чуканова. Главный тренер — Николай Карполь.
  Хорватия: Ирина Кириллова, Елена Чебукина, Татьяна Сидоренко, Барбара Елич, Славица Кузманич, Ванеса Срсен, Мирьяна Рибичич, Снежана Миич, Мария Анзулович, Биляна Глигорович, Соня Перцан, Ана Каштелан. Главный тренер — Ивица Елич.
  Чехия: Ярослава Баерова, Катержина Букова, Яна Дршткова, Светлана Яначкова, Катержина Енчкова, Зденка Мокова, Марцела Ричелова, Мартина Швобова, Ева Штепанчикова, Яна Ваврова, Михаэла Вечеркова, Эстер Волицерова. Главный тренер — Павел Ржержабек.

### Индивидуальные призы
MVP:  Барбара Елич
Лучшая нападающая:  Евгения Артамонова
Лучшая блокирующая:  Михаэла Вечеркова
Лучшая связующая:  Ирина Кириллова